# Circonscription de Ambasel
La circonscription d'Ambasel est une des 135 circonscriptions législatives de l'État fédéré Amhara, elle se situe dans la Zone Sud Wollo. Son représentant actuel est Mulugeta Damtew.